# Каркассонн (графство)
Графство Каркассон (фр. Comté de Carcassonne) — феодальное владение на юге Франции со столицей в городе Каркассон.

## История графства Каркассон

### Происхождение
Возможно, дом первых графов Каркассона был вестготского происхождения. Первым графом стал родоначальник Каркассонского дома Белло. Также есть версия, что они были родом из графства Конфлан, расположенного в Восточных Пиренеях.
Однако, не очевидно, что различные дворяне, которые упоминаются в первичных источниках как графы Каркассона в конце VIII и начала IX веков, были связаны между собой. Передача наследственных прав на лены в то время была необычной практикой для Франкского государства, о чём свидетельствует отсутствие династий среди дворянства во времена Каролингов. В любом случае, вероятно, известны не все имена правителей Каркассона в IX веке. Например, не известно, кто правил в более чем тридцатилетний перерыв, с момента последнего упоминания графа Олибы I до первого упоминания о Олибе II в 870 году.

### Графство Каркассон в составеКаркассонского дома
Граф Каркассона Белло скончался в 810/812 году и ему наследовал его старший сын Гислафред, умерший бездетным около 821 года, после чего графство перешло к его брату Олибе I. Тот имел двух сыновей: Олибу II и Акфреда I. Однако они упоминаются графами значительно позднее, поэтому предполагается, что после смерти Олибы I в 837 году графство захватил Бернар Септиманский. После его казни, состоявшейся в 844 году, Каркассонское графство продолжило оставаться под управлением правителей Тулузы. Граф Фределон умер около 852 года, после которого все владения унаследовал его брат Раймунд I. В апреле 863 года маркиз Бургундии Онфруа изгнал Раймунда из его земель. Однако вскоре Онфруа скончался и Раймунд I возвратил себе Тулузу, но неизвестно, перешёл ли к нему обратно Каркассон. В 865 году сын Олибы I, Олиба II, вернул себе графства Каркассон и Разе.
В первой половине IX века Каркассон мог попасть под сюзеренитет правителей Готской или Испанской марок. Тем не менее, в записях средневековых анналов говорится, что король Карл II Лысый назначил графа Тулузы Бернара II и графом Каркассона, сместив при этом Олибу II. Вероятно, что ещё некоторое время Каркассон оставался в руках графов Тулузы, однако после убийства Бернара Олиба II смог вернуть себе власть над Каркассонским графством. Ему наследовал брат Акфред I. Сыновьями Акфреда были герцоги Аквитании Гильом II и Акфред и граф Оверни Бернар III, однако Каркассон перешёл к бездетному сыну Олибы II Бенсио. Наследницей Каркассона стала дочь Акфреда Аквитанского Арсенда.

### Графство Каркассон в составедома де Комменж
Неясно, каким образом графство было передано графам Комменжа после смерти графа Акфреда II в 933 году. Наиболее вероятным считается объяснение, что Арсенда, супруга графа Комменжа Арно и мать графа Каркассона Роже I Старого, возможно, была дочерью Акфреда II, хотя нет подтверждения этого отцовства. Однако эта гипотеза является очень сомнительной. Нет никаких упоминаний о графстве Каркассон между смертью Акфреда II и получением власти Роже I, дата которого является неопределенной. Роже стал графом Каркассона не раньше 950-х годов. Также нет никаких доказательств, что графство было унаследовано от мужа Арсенды, графа Арно I, который стал бы графом Каркассона, если бы его жена была наследницей графства. Третья трудность заключается в том, что ни одно из имён, связанных с первыми графами Каркассона (Олиба, Акфред, Сунифред) не находится среди потомков Арсенды и графа Арно.
Роже I Старого сменил его сын Раймунд Роже I, который, однако, правил не более года. Он умер в 1011 году и графство перешло к его сыну Пьеру Раймунду. После смерти в 1067 году сына Пьера Раймунда, графа Раймунда Роже II, одна из его сестер, Эрменгарда, супруга виконта Альби и Нима Раймунда Бернара Транкавеля, передала свои владения, в том числе и Каркассон, своему сыну Бернару Атону IV, который стал также виконтом Альби и Безье. Часть графства Каркассон перешло к графам Барселоны, где в то время правил Рамон Беренгер I.

## История виконтства Каркассон

### Дом Транкавельидом де Монфор-л'Амори
В начале XII века вассальные отношения виконтов Каркассона и Безье изменились, поскольку Бернар Атон IV, сын Эменгарды и Раймунда Бернара Транкавеля, поклялся в 1101 году в верности епископу Агда Бернару. В 1150 году дом Транкавель разделился на две ветви: потомки Раймунда получили виконтства Безье и Каркассона, а Бернар Атон V и его сын Бернар Атон VI стали виконтами Нима и Агда. Бернар Атон IV имел двух сыновей: Роже I и Раймунда. Виконтом Каркассона в 1129 году стал его старший сын Роже I, но так как он был бездетным, виконтство в 1150 году перешло к его брату Раймунду. Тому наследовал в 1167 году его сын Роже II. Последним виконтом Каркассона из дома Транкавель был Раймунд Роже, известный как участник Альбигойских войн.
В XIII веке Симон IV де Монфор завоевал множество французских владений, в том числе и Каркассон (он титуловал себя виконтом Каркассона). Его сын Амори VI де Монфор перенял этот титул, однако он вскоре отказался от него. Впоследствии из дома де Монфор-л’Амори никто больше не претендовал на виконтство Каркассон. Дом Транкавель сохранил Безье и Альби, но Каркассон перешёл к французской короне.

### Дом де Комменж
В IX—XI веках упоминалось несколько виконтов Каркассона. Вероятно, они подчинялись графам этого феодального владения. В конце XII или в начале XIII века Роже из дома де Комменж упоминается как виконт Каркассона. Ему наследовал его сын Роже II, впоследствии ставший графом Пальярса.

## Список графов Каркассона и Разеса

### Графы изКаркассонского дома
- Белло (ум. до 812)
- 818—821 : Гислафред (ум. ок. 821), сын предыдущего
- 821—837 : Олиба I (ум. 837), брат предыдущего
- 837—844 : Бернар Септиманский (ум. 844), маркиз Септимании
- 844—849 : Гильом Септиманский (ум. 850), маркиз Септимании
- 849—851 : Фределон (ум. 851), сын Фулькоальда, графа де Руэрг и Сенегонды.
- 852—863 : Раймунд I (ум. 865), брат предыдущего
- 863—ок. 863: Онфруа (Гумфред) (ум. ок. 863), граф Бона, Отёна, Шалона, Макона, маркиз Бургундии и Готии
- 865—879 : Олиба II (ум. ок. 879), сын Олибы I
- 879—906 : Акфред I (ум. до 19 февраля 906), брат предыдущего
- 906—908 : Бенсио I (ум. 908), племянник предыдущего
- 908—934 : Акфред II (ум. ок 934), брат предыдущего
- 934—957 : Арсенда (ум. после 959), дочь Акфреда, герцога Аквитании

супруг — Арно I де Комменж (ум. ок. 957), граф Кузерана и Комменжа

### Дом Фуа-Каркассон
- 957 — после 1011 : Роже I Старый (ум. после 1011), сын предыдущего
- ???? — до 1011 : Раймунд Роже (ум. до 1011), сын предыдущего
- после 1011 — 1060 : Пьер Раймунд (ум. 1060), сын предыдущего
- 1060—1067 : Раймунд Роже II (ум. 1067), сын предыдущего

## Список виконтов Каркассона

### Первые виконты
- Фредарий (не позднее 877)
- Сикфред (упоминается в 883)
- Амелиус
- Арно (ум. 1002)

### Дом Транкавель
- 1099—1129 : Бернар Атон IV (ум. 1129)
- 1129—1150 : Роже I (ум. 1150), сын предыдущего
- 1150—1167 : Раймунд (уб. 1167), брат предыдущего
- 1167—1194 : Роже II (ум. 1194), сын предыдущего
- 1194—1209 : Раймунд Роже (ум. 1209), сын предыдущего

### Дом де Комменж
- 1176—1211 : Роже I де Комменж (ум. 1211), сын Бернара III де Комменж
- 1211—1240 : Роже II (ум. после 1240), сын предыдущего